# Per Utnegaard
Per H. Utnegaard (* 18. August 1959 in Oslo) ist ein norwegischer Manager.

## Leben
Von 1988 bis 1998 arbeitete Utnegaard bei TNT. Danach war er bei Danzas, SBB Cargo und Alliance Boots. Ab 2007 führte Utnegaard Swissport. Er profilierte sich dabei als Kostensenker.
Vom 1. Juni 2015 bis zum 30. April 2016 war er als Nachfolger von Roland Koch Vorstandsvorsitzender des Konzerns Bilfinger SE. Er trat überraschend nach weniger als einem Jahr von seinem Amt bei Bilfinger zurück. Begründet wurde der Rücktritt mit persönlichen Gründen. Der Baukonzern wies in Utnegaards Amtszeit trotz erheblicher Entlassungen einen Verlust von etwa einer Milliarde Euro auf.